# Wielspütz
Wielspütz ist ein westlicher Stadtteil von Mechernich im nordrhein-westfälischen Kreis Euskirchen. Zwischen dem Ort und dem benachbarten Bescheid verläuft der Schliebach.

## Geschichte
Der Name Wielspütz stammt von mittelniederdeutsch w(i)el (= Radbrunnen, Drehbrunnen; vgl. englisch wheel) und Pütz (= Brunnen).

## Verkehr
Die nächste Anschlussstelle ist Bad Münstereifel / Mechernich auf der A 1.
Die VRS-Buslinie 897 der Firma Karl Schäfer Omnibusreisen verbindet den Ort mit Mechernich und den Nachbarorten. Die Fahrten verkehren überwiegend als TaxiBusPlus im Bedarfsverkehr.
| Linie | Verlauf |
| ----- | --- |
| 897   | MiKE (außer im Schülerverkehr): (Roggendorf – Denrath – Wallenthal –) Voißel – Wielspütz – Bergbuir – Bleibuir – Bescheid – Lückerath – Schützendorf – (Denrath –) Strempt – Mechernich Bf – Mechernich Stiftsweg |